# Mialo Mwape
Mialo Mwape (1951. december 30. –) Kongói Demokratikus Köztársaságbeli válogatott labdarúgó.

## Pályafutása

### A válogatottban
1974 és 1976 között 2 alkalommal szerepelt a zairei válogatottban. Részt vett az 1974-es világbajnokságon.